# Marco Ramstein
Marco Ramstein (n. 22 noiembrie 1978, Basel, Cantonul Basel-Oraș, Elveția) este un jucător de curl elvețian, medaliat olimpic. A participat la o ediție a Jocurilor Olimpice (2002) în care a câștigat o medalie de bronz.

## Participări
Lista de mai jos prezintă principalele competiții la care a participat Marco Ramstein de-a lungul carierei.
- curling at the 2002 Winter Olympics[*]